# Platygenia macleayi
Platygenia macleayi är en skalbaggsart som beskrevs av White 1839. Platygenia macleayi ingår i släktet Platygenia och familjen Cetoniidae. Inga underarter finns listade i Catalogue of Life.